# Antonio Calderón Burgos
Antonio Calderón Burgos (Cadis, Andalusia, 2 de juny de 1967), és un exfutbolista andalús.
Com a futbolista defensà els colors del Cadis CF, RCD Mallorca, Rayo Vallecano, UE Lleida i diversos clubs escocesos.
Com a entrenador ha passat per les banquetes de Cadis CF, SD Huesca, Albacete Balompié, o CD Tenerife.

## Clubs

### Com a jugador
| Club            | Lliga     | Any       |
| --------------- | --------- | --------- |
| Cadis CF        | Espanyola | 1986-1989 |
| RCD Mallorca    | Espanyola | 1989-1991 |
| Rayo Vallecano  | Espanyola | 1991-1996 |
| UE Lleida       | Espanyola | 1996-2000 |
| Airdrieonians   | Escocesa  | 2000-2001 |
| Kilmarnock FC   | Escocesa  | 2001-2002 |
| Raith Rovers FC | Escocesa  | 2002-2004 |

### Com a entrenador
| Club              | Lliga     | Any        |
| ----------------- | --------- | ---------- |
| Raith Rovers FC   | Escocesa  | 2002-2004  |
| Cádiz CF B        | Espanyola | ?-?        |
| Cadis CF          | Espanyola | 2008       |
| SD Huesca         | Espanyola | 2008 -2010 |
| Albacete Balompié | Espanyola | 2010-2011  |
| CD Tenerife       | Espanyola | 2011-2012  |
| SD Huesca         | Espanyola | 2012-2012  |